# بات هايوود
بات هايوود (بالإنجليزية: Pat Heywood)‏ هي ممثلة بريطانية، ولدت في 1 أغسطس 1931 في غرتنا غرين في المملكة المتحدة.

## أعمال

### أفلام
- روميو وجولييت

## وصلات خارجية
- بات هايوود على موقع IMDb (الإنجليزية)
- بات هايوود على موقع قاعدة بيانات الفيلم (الإنجليزية)